# Sân vận động Dongdaemun
Sân vận động Dongdaemun là một khu liên hợp thể thao ở Seoul, Hàn Quốc. Khu liên hợp bao gồm một sân vận động đa năng, một sân vận động bóng chày và các cơ sở thể thao khác. Khu liên hợp nằm gần Dongdaemun (Đông Đại Môn). Chợ Dongdaemun xung quanh sân có nhiều khu bán đồ thể thao. Khu liên hợp đã bị phá hủy vào năm 2008 để xây dựng Dongdaemun Design Plaza.